# Mechanitis occasiva
Mechanitis occasiva är en fjärilsart som beskrevs av Fox 1967. Mechanitis occasiva ingår i släktet Mechanitis och familjen praktfjärilar. Inga underarter finns listade i Catalogue of Life.